# Peter Geimer

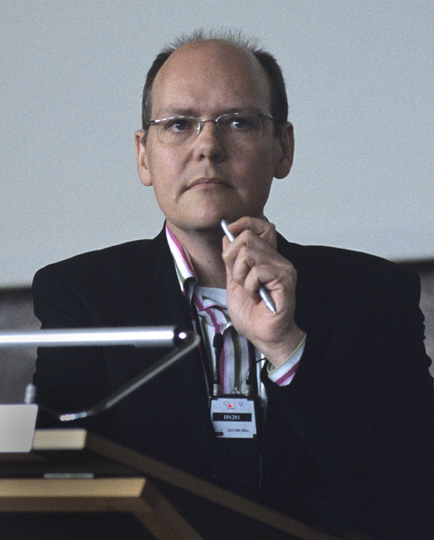
Peter Geimer, 2007

Peter Geimer (* 26. Januar 1965 in Kettwig) ist ein deutscher Kunsthistoriker.

## Leben
Peter Geimer studierte von 1987 bis 1992 Kunstgeschichte, Neuere deutsche Literatur und Philosophie in Bonn, Köln, Marburg und Paris. 1997 promovierte er mit einer Arbeit über Die Vergangenheit der Kunst. Strategien der Nachträglichkeit im 18. Jahrhundert an der Philipps-Universität Marburg. Zwischen 1997 und 2004 war er am Max-Planck-Institut für Wissenschaftsgeschichte in Berlin und am Sonderforschungsbereich Literatur und Anthropologie der Universität Konstanz tätig. Von 2004 bis 2010 war er Oberassistent an der Professur für Wissenschaftsforschung der ETH Zürich und zugleich von 2005 bis 2009 Mitglied des Nationalen Forschungsschwerpunkts Bildkritik an der Universität Basel. Geimer habilitierte sich 2008 in Kunstgeschichte an der Universität Basel. Im Jahr 2010 erhielt er die Professur für Historische Bildwissenschaft und Kunstgeschichte an der Universität Bielefeld.
Seit dem Wintersemester 2010/11 ist er Inhaber des Lehrstuhls für Neuere und Neueste Kunstgeschichte an der Freien Universität Berlin, seit 2012 Ko-Sprecher der DFG-Kolleg-Forschergruppe „BildEvidenz. Geschichte und Ästhetik“. Am 1. Oktober 2022 hat er die Direktion des Deutschen Forums für Kunstgeschichte in Paris übernommen.
2009/2010 war er Fellow am Internationalen Kolleg für Kulturtechnikforschung und Medienphilosophie (IKKM) der Bauhaus-Universität Weimar, 2015 Fellow am Internationalen Forschungszentrum Kulturwissenschaften (IFK) Wien.
Seit 2007 schreibt Geimer regelmäßig für das Feuilleton der Frankfurter Allgemeinen Zeitung.
Zu Geimers Forschungsschwerpunkten gehören die Theorie und Geschichte der Fotografie, die visuelle Repräsentation von Geschichte, die „Kunst- und Kulturgeschichte des Dings (Reliquien, Reste, Zeugs)“ und Wissenschaftsgeschichte.
Von 2017 bis 2024 war Peter Geimer Mitglied des Wissenschaftlichen Beirats der Gerda Henkel Stiftung, ab 2022 als dessen Vorsitzender. Seit 2024 ist er Mitglied der Deutschen Akademie für Sprache und Dichtung.

## Veröffentlichungen
Monografien
- Die Vergangenheit der Kunst. Strategien der Nachträglichkeit im 18. Jahrhundert. Weimar: VDG 2002, ISBN 3-89739-295-X (Dissertation, Universität Marburg, 1997).
- mit Valentin Groebner: Einsamer Auftritt. Gehen Sie eigentlich gerne zu Vorträgen? Vortrag an der Hochschule für Grafik und Buchkunst Leipzig. Leipzig: Institut für Buchkunst 2009, ISBN 978-3-932865-43-5.
- Theorien der Fotografie. Hamburg: Junius 2009, ISBN 978-3-88506-666-8.
- Bilder aus Versehen. Eine Geschichte fotografischer Erscheinungen. Philo Fine Arts, Hamburg 2010, ISBN 978-3-86572-654-4.
  - englische Übersetzung: Inadvertent Images. A History of Photographic Apparitions, Chicago: University of Chicago Press 2018.
  - französische Übersetzung: Images par accident. Une histoire des surgissement photographique, Dijon: Les Presses du Réel 2018.
- Derrida ist nicht zu Hause. Begegnungen mit Abwesenden. Mit einem Nachwort von Marcel Beyer, Hamburg: Philo Fine Arts 2013, ISBN 978-3-86572-673-5.
- Fliegen. Ein Porträt (Reihe „Naturkunden“), Berlin: Matthes & Seitz 2018, ISBN 978-3-95757-617-0.
- Die Farben der Vergangenheit, München: C. H. Beck 2022, ISBN 978-3-406-78061-5.

Herausgeberschaften
- Ordnungen der Sichtbarkeit. Fotografie in Wissenschaft, Technologie und Kunst. Suhrkamp, Frankfurt am Main 2002, ISBN 3-518-29138-6.
- mit Henning Schmidgen und Sven Dierig: Kultur im Experiment. Kadmos, Berlin 2004, ISBN 3-931659-66-6.
- mit Michael Hagner: Nachleben und Rekonstruktion. Vergangenheit im Bild. Fink, München 2012, ISBN 978-3-7705-5339-6.
- Untot. Existenzen zwischen Leben und Leblosigkeit, Berlin: Kadmos 2014, ISBN 978-3-931659-86-8.
- mit Bernd Stiegler: Roland Barthes. Auge in Auge. Kleine Schriften zur Photographie, Berlin: Suhrkamp 2015, ISBN 978-3-518-29755-1.